# Liste des monuments historiques protégés en 1985
Cet article recense les monuments historiques français classés ou inscrits en 1985.

## Protections
| Édifice                                                           | Commune                       | Département         | Région                     | Protection | Base Mérimée                         | Coordonnées                        | Image |
| ----------------------------------------------------------------- | ----------------------------- | ------------------- | -------------------------- | ---------- | ------------------------------------ | ---------------------------------- | ----- |
| Château de Fléchères                                              | Fareins                       | Ain                 | Auvergne-Rhône-Alpes       | classé     | « PA00116393 », notice no PA00116393 | 46° 01′ 51″ nord, 4° 45′ 30″ est   |       |
| Château de Varepe                                                 | Groslée-Saint-Benoît          | Ain                 | Auvergne-Rhône-Alpes       | inscrit    | « PA00116409 », notice no PA00116409 | 45° 43′ 10″ nord, 5° 34′ 38″ est   |       |
| Château de la Plesnoye                                            | Englancourt                   | Aisne               | Hauts-de-France            | inscrit    | « PA00115655 », notice no PA00115655 | 49° 55′ 27″ nord, 3° 48′ 38″ est   |       |
| Pigeonnier de Crochepot                                           | Hérisson                      | Allier              | Auvergne-Rhône-Alpes       | inscrit    | « PA00093119 », notice no PA00093119 | 46° 30′ 39″ nord, 2° 42′ 22″ est   |       |
| Château du Plaix                                                  | Meaulne-Vitray                | Allier              | Auvergne-Rhône-Alpes       | inscrit    | « PA00093154 », notice no PA00093154 | 46° 35′ 06″ nord, 2° 38′ 52″ est   |       |
| Hôtel de Mora                                                     | Moulins                       | Allier              | Auvergne-Rhône-Alpes       | inscrit    | « PA00093205 », notice no PA00093205 | 46° 34′ 01″ nord, 3° 20′ 01″ est   |       |
| Château du Vieux-Melay                                            | Neuvy                         | Allier              | Auvergne-Rhône-Alpes       | inscrit    | « PA00093249 », notice no PA00093249 | 46° 34′ 32″ nord, 3° 16′ 10″ est   |       |
| Château de Mirebeau                                               | Trévol                        | Allier              | Auvergne-Rhône-Alpes       | inscrit    | « PA00093322 », notice no PA00093322 | 46° 37′ 26″ nord, 3° 17′ 41″ est   |       |
| Château de Veauce                                                 | Veauce                        | Allier              | Auvergne-Rhône-Alpes       | classé     | « PA00093330 », notice no PA00093330 | 46° 09′ 50″ nord, 3° 03′ 19″ est   |       |
| Château de Joannas                                                | Joannas                       | Ardèche             | Auvergne-Rhône-Alpes       | inscrit    | « PA00116712 », notice no PA00116712 | 44° 33′ 52″ nord, 4° 15′ 08″ est   |       |
| Ferme Pra-Plot                                                    | Péreyres                      | Ardèche             | Auvergne-Rhône-Alpes       | inscrit    | « PA00116741 », notice no PA00116741 | 44° 47′ 34″ nord, 4° 14′ 48″ est   |       |
| Pont de Rochemaure                                                | Rochemaure                    | Ardèche             | Auvergne-Rhône-Alpes       | inscrit    | « PA00116760 », notice no PA00116760 | 44° 35′ 13″ nord, 4° 42′ 36″ est   |       |
| Ferme Peyronnet                                                   | Sagnes-et-Goudoulet           | Ardèche             | Auvergne-Rhône-Alpes       | inscrit    | « PA00116769 », notice no PA00116769 | 44° 47′ 33″ nord, 4° 14′ 11″ est   |       |
| Ferme Andeol                                                      | Sainte-Eulalie                | Ardèche             | Auvergne-Rhône-Alpes       | inscrit    | « PA00116780 », notice no PA00116780 | 44° 50′ 01″ nord, 4° 10′ 22″ est   |       |
| Passerelle Marc Seguin                                            | Tournon-sur-Rhône             | Ardèche             | Auvergne-Rhône-Alpes       | inscrit    | « PA00116837 », notice no PA00116837 | 45° 04′ 08″ nord, 4° 50′ 07″ est   |       |
| Couvent Saint-Roch de Viviers                                     | Viviers                       | Ardèche             | Auvergne-Rhône-Alpes       | inscrit    | « PA00116859 », notice no PA00116859 | 44° 28′ 56″ nord, 4° 41′ 30″ est   |       |
| Immeuble                                                          | Charleville-Mézières          | Ardennes            | Grand Est                  | inscrit    | « PA00078412 », notice no PA00078412 | 49° 46′ 26″ nord, 4° 43′ 22″ est   |       |
| Église de la Nativité-de-la-Vierge de Massat                      | Massat                        | Ariège              | Occitanie                  | inscrit    | « PA00093818 », notice no PA00093818 | 42° 53′ 23″ nord, 1° 20′ 51″ est   |       |
| Château de Ricey-Bas                                              | Les Riceys                    | Aube                | Grand Est                  | classé     | « PA00078197 », notice no PA00078197 | 48° 00′ 18″ nord, 4° 22′ 13″ est   |       |
| Église Saint-Phal                                                 | Saint-Phal                    | Aube                | Grand Est                  | classé     | « PA00078230 », notice no PA00078230 | 48° 07′ 14″ nord, 3° 59′ 51″ est   |       |
| Château de Roquefère                                              | Roquefère                     | Aude                | Occitanie                  | inscrit    | « PA00102877 », notice no PA00102877 | 43° 22′ 25″ nord, 2° 22′ 41″ est   |       |
| Château de Hohenfels                                              | Dambach                       | Bas-Rhin            | Grand Est                  | inscrit    | « PA00084671 », notice no PA00084671 | 49° 00′ 11″ nord, 7° 36′ 51″ est   |       |
| Château de Wineck                                                 | Dambach                       | Bas-Rhin            | Grand Est                  | inscrit    | « PA00084672 », notice no PA00084672 | 49° 00′ 50″ nord, 7° 39′ 44″ est   |       |
| Église protestante                                                | Diemeringen                   | Bas-Rhin            | Grand Est                  | inscrit    | « PA00084694 », notice no PA00084694 | 48° 56′ 25″ nord, 7° 11′ 13″ est   |       |
| Hôtel du bailli Hoffmann                                          | Haguenau                      | Bas-Rhin            | Grand Est                  | inscrit    | « PA00084730 », notice no PA00084730 | 48° 48′ 50″ nord, 7° 47′ 16″ est   |       |
| Église Saint-Laurent                                              | Lorentzen                     | Bas-Rhin            | Grand Est                  | inscrit    | « PA00084779 », notice no PA00084779 | 48° 57′ 07″ nord, 7° 10′ 37″ est   |       |
| Château de Lutzelbourg                                            | Ottrott                       | Bas-Rhin            | Grand Est                  | inscrit    | « PA00084882 », notice no PA00084882 | 48° 27′ 41″ nord, 7° 24′ 29″ est   |       |
| Château de Rathsamhausen                                          | Ottrott                       | Bas-Rhin            | Grand Est                  | inscrit    | « PA00084883 », notice no PA00084883 | 48° 27′ 40″ nord, 7° 24′ 24″ est   |       |
| Synagogue                                                         | Scherwiller                   | Bas-Rhin            | Grand Est                  | inscrit    | « PA00084974 », notice no PA00084974 | 48° 17′ 10″ nord, 7° 25′ 24″ est   |       |
| Maison du Rabbin                                                  | Scherwiller                   | Bas-Rhin            | Grand Est                  | inscrit    | « PA00084971 », notice no PA00084971 | 48° 17′ 09″ nord, 7° 25′ 24″ est   |       |
| Aubette                                                           | Strasbourg                    | Bas-Rhin            | Grand Est                  | classé     | « PA00085014 », notice no PA00085014 | 48° 35′ 02″ nord, 7° 44′ 44″ est   |       |
| Bain rituel juif présumé                                          | Strasbourg                    | Bas-Rhin            | Grand Est                  | inscrit    | « PA00085013 », notice no PA00085013 | 48° 35′ 02″ nord, 7° 45′ 10″ est   |       |
| Manoir du Contades (villa Osterloff)                              | Strasbourg                    | Bas-Rhin            | Grand Est                  | inscrit    | « PA00085195 », notice no PA00085195 | 48° 35′ 28″ nord, 7° 45′ 37″ est   |       |
| Hôtel des Joham de Mundolsheim                                    | Strasbourg                    | Bas-Rhin            | Grand Est                  | inscrit    | « PA00085062 », notice no PA00085062 | 48° 35′ 01″ nord, 7° 45′ 09″ est   |       |
| Hôtel de Neuwiller                                                | Strasbourg                    | Bas-Rhin            | Grand Est                  | inscrit    | « PA00085065 », notice no PA00085065 | 48° 35′ 04″ nord, 7° 44′ 31″ est   |       |
| Église Saint-Guillaume                                            | Strasbourg                    | Bas-Rhin            | Grand Est                  | inscrit    | « PA00085026 », notice no PA00085026 | 48° 34′ 55″ nord, 7° 45′ 28″ est   |       |
| Breuscheckschlössel                                               | Strasbourg                    | Bas-Rhin            | Grand Est                  | inscrit    | « PA00085194 », notice no PA00085194 | 48° 34′ 40″ nord, 7° 42′ 51″ est   |       |
| Église du Saint-Esprit                                            | Aix-en-Provence               | Bouches-du-Rhône    | Provence-Alpes-Côte d'Azur | classé     | « PA00080999 », notice no PA00080999 | 43° 31′ 39″ nord, 5° 26′ 49″ est   |       |
| Manoir de Roncheville                                             | Honfleur                      | Calvados            | Normandie                  | inscrit    | « PA00111438 », notice no PA00111438 | 49° 25′ 11″ nord, 0° 14′ 04″ est   |       |
| Manoir de Langle                                                  | Hotot-en-Auge                 | Calvados            | Normandie                  | inscrit    | « PA00111448 », notice no PA00111448 | 49° 11′ 14″ nord, 0° 04′ 06″ ouest |       |
| Théâtre municipal                                                 | Lisieux                       | Calvados            | Normandie                  | inscrit    | « PA00111493 », notice no PA00111493 | 49° 08′ 45″ nord, 0° 13′ 41″ est   |       |
| Église Saint-Géraud                                               | Drugeac                       | Cantal              | Auvergne-Rhône-Alpes       | inscrit    | « PA00093508 », notice no PA00093508 | 45° 09′ 55″ nord, 2° 23′ 12″ est   |       |
| Église Saint-Men                                                  | Gourdièges                    | Cantal              | Auvergne-Rhône-Alpes       | inscrit    | « PA00093518 », notice no PA00093518 | 44° 56′ 15″ nord, 2° 52′ 53″ est   |       |
| Maison du Bailliage                                               | Murat                         | Cantal              | Auvergne-Rhône-Alpes       | inscrit    | « PA00093562 », notice no PA00093562 | 45° 06′ 42″ nord, 2° 52′ 07″ est   |       |
| Église Saint-Jean-Baptiste                                        | Virargues                     | Cantal              | Auvergne-Rhône-Alpes       | inscrit    | « PA00093720 », notice no PA00093720 | 45° 07′ 27″ nord, 2° 54′ 41″ est   |       |
| Capitainerie de l'Houmeau                                         | Angoulême                     | Charente            | Nouvelle-Aquitaine         | inscrit    | « PA00104202 », notice no PA00104202 | 45° 39′ 34″ nord, 0° 09′ 40″ est   |       |
| Église Notre-Dame de Brossac                                      | Brossac                       | Charente            | Nouvelle-Aquitaine         | inscrit    | « PA00104264 », notice no PA00104264 | 45° 19′ 47″ nord, 0° 02′ 36″ ouest |       |
| Logis de Nanclas                                                  | Jarnac                        | Charente            | Nouvelle-Aquitaine         | inscrit    | « PA00104386 », notice no PA00104386 | 45° 41′ 21″ nord, 0° 11′ 22″ ouest |       |
| Église Saint-Martial de Manot                                     | Manot                         | Charente            | Nouvelle-Aquitaine         | inscrit    | « PA00104410 », notice no PA00104410 | 45° 56′ 34″ nord, 0° 38′ 17″ est   |       |
| Vieux château                                                     | Montbron                      | Charente            | Nouvelle-Aquitaine         | inscrit    | « PA00104424 », notice no PA00104424 | 45° 40′ 04″ nord, 0° 29′ 50″ est   |       |
| Chapelle de l'Espérance                                           | La Rochelle                   | Charente-Maritime   | Nouvelle-Aquitaine         | inscrit    | « PA00104877 », notice no PA00104877 | 46° 09′ 39″ nord, 1° 09′ 10″ ouest |       |
| Abbaye Saint-Jean-Baptiste de Saint-Jean-d'Angély                 | Saint-Jean-d'Angély           | Charente-Maritime   | Nouvelle-Aquitaine         | classé     | « PA00105178 », notice no PA00105178 | 45° 56′ 38″ nord, 0° 31′ 22″ ouest |       |
| Château de Comborn                                                | Orgnac-sur-Vézère             | Corrèze             | Nouvelle-Aquitaine         | inscrit    | « PA00099824 », notice no PA00099824 | 45° 19′ 23″ nord, 1° 28′ 26″ est   |       |
| Château de la Morguie                                             | Sainte-Fortunade              | Corrèze             | Nouvelle-Aquitaine         | inscrit    | « PA00099855 », notice no PA00099855 | 45° 14′ 15″ nord, 1° 44′ 48″ est   |       |
| Oratoire Saint-Jean-Baptiste d'Ajaccio                            | Ajaccio                       | Corse-du-Sud        | Corse                      | inscrit    | « PA00099068 », notice no PA00099068 | 41° 55′ 04″ nord, 8° 44′ 18″ est   |       |
| Oratoire Saint-Roch d'Ajaccio                                     | Ajaccio                       | Corse-du-Sud        | Corse                      | inscrit    | « PA00099069 », notice no PA00099069 | 41° 55′ 18″ nord, 8° 44′ 17″ est   |       |
| Maison Peraldi                                                    | Ajaccio                       | Corse-du-Sud        | Corse                      | inscrit    | « PA00099067 », notice no PA00099067 | 41° 55′ 00″ nord, 8° 44′ 18″ est   |       |
| Église Sainte-Marie de Sartène                                    | Sartène                       | Corse-du-Sud        | Corse                      | inscrit    | « PA00099116 », notice no PA00099116 | 41° 37′ 16″ nord, 8° 58′ 20″ est   |       |
| Fortin de Tizzano                                                 | Sartène                       | Corse-du-Sud        | Corse                      | inscrit    | « PA00099117 », notice no PA00099117 | 41° 32′ 32″ nord, 8° 50′ 48″ est   |       |
| Forges                                                            | Buffon                        | Côte-d'Or           | Bourgogne-Franche-Comté    | classé     | « PA00112164 », notice no PA00112164 | 47° 38′ 59″ nord, 4° 15′ 39″ est   |       |
| Chapelle Notre-Dame                                               | Ladoix-Serrigny               | Côte-d'Or           | Bourgogne-Franche-Comté    | inscrit    | « PA00112500 », notice no PA00112500 | 47° 04′ 03″ nord, 4° 52′ 18″ est   |       |
| Abbaye de Molesme                                                 | Molesme                       | Côte-d'Or           | Bourgogne-Franche-Comté    | inscrit    | « PA00112545 », notice no PA00112545 | 47° 56′ 03″ nord, 4° 21′ 25″ est   |       |
| Maison de Jacques Copeau                                          | Pernand-Vergelesses           | Côte-d'Or           | Bourgogne-Franche-Comté    | inscrit    | « PA00112583 », notice no PA00112583 | 47° 04′ 44″ nord, 4° 51′ 05″ est   |       |
| Manoir de la Ville-Daniel                                         | Plaine-Haute                  | Côtes-d'Armor       | Bretagne                   | classé     | « PA00089389 », notice no PA00089389 | 48° 27′ 15″ nord, 2° 49′ 52″ ouest |       |
| Manoir de Locmaria                                                | Ploumagoar                    | Côtes-d'Armor       | Bretagne                   | inscrit    | « PA00089495 », notice no PA00089495 | 48° 32′ 12″ nord, 3° 06′ 25″ ouest |       |
| Église Saint-Florent                                              | Plufur                        | Côtes-d'Armor       | Bretagne                   | inscrit    | « PA00089528 », notice no PA00089528 | 48° 36′ 34″ nord, 3° 34′ 30″ ouest |       |
| Église Notre-Dame d'Ardin                                         | Ardin                         | Deux-Sèvres         | Nouvelle-Aquitaine         | inscrit    | « PA00101174 », notice no PA00101174 | 46° 28′ 24″ nord, 0° 33′ 30″ ouest |       |
| Château du Bois de Sanzay                                         | Saint-Martin-de-Sanzay        | Deux-Sèvres         | Nouvelle-Aquitaine         | inscrit    | « PA00101354 », notice no PA00101354 | 47° 03′ 54″ nord, 0° 11′ 10″ ouest |       |
| Château de Montjoie-le-Château                                    | Montjoie-le-Château           | Doubs               | Bourgogne-Franche-Comté    | inscrit    | « PA00101688 », notice no PA00101688 | 47° 21′ 04″ nord, 6° 54′ 03″ est   |       |
| Pont du Robinet                                                   | Donzère                       | Drôme               | Auvergne-Rhône-Alpes       | inscrit    | « PA00116943 », notice no PA00116943 | 44° 27′ 09″ nord, 4° 41′ 53″ est   |       |
| Château d'Angervilliers                                           | Angervilliers                 | Essonne             | Île-de-France              | inscrit    | « PA00087801 », notice no PA00087801 | 48° 35′ 29″ nord, 2° 03′ 53″ est   |       |
| Château de Trousseau                                              | Ris-Orangis                   | Essonne             | Île-de-France              | inscrit    | « PA00087989 », notice no PA00087989 | 48° 39′ 02″ nord, 2° 25′ 42″ est   |       |
| Château de Vascœuil                                               | Vascœuil                      | Eure                | Normandie                  | inscrit    | « PA00099595 », notice no PA00099595 | 49° 26′ 48″ nord, 1° 22′ 44″ est   |       |
| Château de Baronville                                             | Béville-le-Comte              | Eure-et-Loir        | Centre-Val de Loire        | inscrit    | « PA00096972 », notice no PA00096972 | 48° 26′ 53″ nord, 1° 43′ 52″ est   |       |
| École de Senonches (ancienne)                                     | Senonches                     | Eure-et-Loir        | Centre-Val de Loire        | inscrit    | « PA00097211 », notice no PA00097211 | 48° 33′ 38″ nord, 1° 02′ 01″ est   |       |
| Église Notre-Dame de Rumengol                                     | Le Faou                       | Finistère           | Bretagne                   | classé     | « PA00089926 », notice no PA00089926 | 48° 18′ 08″ nord, 4° 08′ 55″ ouest |       |
| Ancienne forge de Castillon-du-Gard                               | Castillon-du-Gard             | Gard                | Occitanie                  | inscrit    | « PA00103037 », notice no PA00103037 | 43° 58′ 16″ nord, 4° 33′ 13″ est   |       |
| Mas de Christin                                                   | Junas                         | Gard                | Occitanie                  | inscrit    | « PA00103065 », notice no PA00103065 | 43° 45′ 40″ nord, 4° 06′ 07″ est   |       |
| Château de Lussan                                                 | Lussan                        | Gard                | Occitanie                  | classé     | « PA00103068 », notice no PA00103068 | 44° 09′ 14″ nord, 4° 22′ 01″ est   |       |
| Château de Montfrin                                               | Montfrin                      | Gard                | Occitanie                  | classé     | « PA00103083 », notice no PA00103083 | 43° 52′ 38″ nord, 4° 35′ 38″ est   |       |
| Église de l'Assomption-de-la-Bienheureuse-Vierge-Marie            | Bergheim                      | Haut-Rhin           | Grand Est                  | inscrit    | « PA00085341 », notice no PA00085341 | 48° 12′ 18″ nord, 7° 21′ 53″ est   |       |
| Motte castrale                                                    | Bergholtz                     | Haut-Rhin           | Grand Est                  | inscrit    | « PA00085351 », notice no PA00085351 | 47° 55′ 13″ nord, 7° 15′ 02″ est   |       |
| Immeuble                                                          | Colmar                        | Haut-Rhin           | Grand Est                  | inscrit    | « PA00085376 », notice no PA00085376 | 48° 04′ 34″ nord, 7° 21′ 23″ est   |       |
| Cour d'appel                                                      | Colmar                        | Haut-Rhin           | Grand Est                  | inscrit    | « PA00085362 », notice no PA00085362 | 48° 04′ 17″ nord, 7° 21′ 03″ est   |       |
| Église de l'Invention-de-la-Sainte-Croix                          | Kaysersberg                   | Haut-Rhin           | Grand Est                  | classé     | « PA00085477 », notice no PA00085477 | 48° 08′ 20″ nord, 7° 15′ 49″ est   |       |
| Immeuble                                                          | Kaysersberg                   | Haut-Rhin           | Grand Est                  | inscrit    | « PA00085486 », notice no PA00085486 | 48° 08′ 21″ nord, 7° 15′ 40″ est   |       |
| Motte castrale                                                    | Meyenheim                     | Haut-Rhin           | Grand Est                  | inscrit    | « PA00085521 », notice no PA00085521 | 47° 54′ 54″ nord, 7° 21′ 30″ est   |       |
| Immeuble                                                          | Mulhouse                      | Haut-Rhin           | Grand Est                  | inscrit    | « PA00085531 », notice no PA00085531 | 47° 44′ 53″ nord, 7° 20′ 09″ est   |       |
| Immeuble                                                          | Munster                       | Haut-Rhin           | Grand Est                  | inscrit    | « PA00085552 », notice no PA00085552 | 48° 02′ 32″ nord, 7° 08′ 11″ est   |       |
| Fontaine                                                          | Munster                       | Haut-Rhin           | Grand Est                  | inscrit    | « PA00085550 », notice no PA00085550 | 48° 02′ 26″ nord, 7° 08′ 13″ est   |       |
| Abbaye                                                            | Murbach                       | Haut-Rhin           | Grand Est                  | inscrit    | « PA00085554 », notice no PA00085554 | 47° 55′ 24″ nord, 7° 09′ 29″ est   |       |
| Vierge d'Alsace (vierge à l'Enfant ou Vierge à l'Offrande)        | Niederbruck                   | Haut-Rhin           | Grand Est                  | inscrit    | « PA00085567 », notice no PA00085567 | 47° 47′ 20″ nord, 6° 58′ 08″ est   |       |
| Maison Méquillet                                                  | Riquewihr                     | Haut-Rhin           | Grand Est                  | inscrit    | « PA00085613 », notice no PA00085613 | 48° 10′ 02″ nord, 7° 17′ 57″ est   |       |
| Chapelle Notre-Dame                                               | Corbara                       | Haute-Corse         | Corse                      | inscrit    | « PA00099189 », notice no PA00099189 | 42° 36′ 06″ nord, 8° 54′ 37″ est   |       |
| Chapelle Sainte-Croix                                             | Corte                         | Haute-Corse         | Corse                      | inscrit    | « PA00099191 », notice no PA00099191 | 42° 18′ 24″ nord, 9° 08′ 59″ est   |       |
| Église Santa Croce                                                | Novella                       | Haute-Corse         | Corse                      | inscrit    | « PA00099220 », notice no PA00099220 | 42° 35′ 09″ nord, 9° 06′ 58″ est   |       |
| Foyer Saint-Martin                                                | Nailloux                      | Haute-Garonne       | Occitanie                  | inscrit    | « PA00094408 », notice no PA00094408 | 43° 21′ 18″ nord, 1° 37′ 25″ est   |       |
| Ferme de Mejou                                                    | Sabonnères                    | Haute-Garonne       | Occitanie                  | inscrit    | « PA00094443 », notice no PA00094443 | 43° 28′ 01″ nord, 1° 03′ 51″ est   |       |
| Église Saint-Jean-Baptiste de Bessamorel                          | Bessamorel                    | Haute-Loire         | Auvergne-Rhône-Alpes       | inscrit    | « PA00092601 », notice no PA00092601 | 45° 07′ 18″ nord, 4° 05′ 18″ est   |       |
| Chapelle Saint-Amant                                              | Cayres                        | Haute-Loire         | Auvergne-Rhône-Alpes       | inscrit    | « PA00092627 », notice no PA00092627 | 44° 54′ 50″ nord, 3° 49′ 58″ est   |       |
| Pavillon de jardin d'Espaly-Saint-Marcel                          | Espaly-Saint-Marcel           | Haute-Loire         | Auvergne-Rhône-Alpes       | inscrit    | « PA00092668 », notice no PA00092668 | 45° 03′ 17″ nord, 3° 51′ 26″ est   |       |
| Château de Carry                                                  | Grazac                        | Haute-Loire         | Auvergne-Rhône-Alpes       | inscrit    | « PA00092672 », notice no PA00092672 | 45° 10′ 54″ nord, 4° 08′ 56″ est   |       |
| Maison                                                            | Le Monastier-sur-Gazeille     | Haute-Loire         | Auvergne-Rhône-Alpes       | inscrit    | « PA00092713 », notice no PA00092713 | 44° 56′ 14″ nord, 3° 59′ 45″ est   |       |
| Maison-forte d'Azinière                                           | Saint-Georges-d'Aurac         | Haute-Loire         | Auvergne-Rhône-Alpes       | inscrit    | « PA00092844 », notice no PA00092844 | 45° 10′ 09″ nord, 3° 32′ 43″ est   |       |
| Remparts de Champlitte                                            | Champlitte                    | Haute-Saône         | Bourgogne-Franche-Comté    | inscrit    | « PA00102131 », notice no PA00102131 | 47° 36′ 58″ nord, 5° 30′ 36″ est   |       |
| Tour de Passavant-la-Rochère                                      | Passavant-la-Rochère          | Haute-Saône         | Bourgogne-Franche-Comté    | inscrit    | « PA00102243 », notice no PA00102243 | 47° 58′ 04″ nord, 6° 02′ 08″ est   |       |
| Prieuré de Pesmes                                                 | Pesmes                        | Haute-Saône         | Bourgogne-Franche-Comté    | inscrit    | « PA00102250 », notice no PA00102250 | 47° 16′ 44″ nord, 5° 33′ 58″ est   |       |
| Presbytère du Petit-Bornand-les-Glières                           | Glières-Val-de-Borne          | Haute-Savoie        | Auvergne-Rhône-Alpes       | inscrit    | « PA00118418 », notice no PA00118418 | 46° 00′ 16″ nord, 6° 23′ 41″ est   |       |
| Église Saint-Martin d'Isle                                        | Isle                          | Haute-Vienne        | Nouvelle-Aquitaine         | inscrit    | « PA00100319 », notice no PA00100319 | 45° 48′ 16″ nord, 1° 13′ 35″ est   |       |
| Église Saint-Maurice de Moissannes                                | Moissannes                    | Haute-Vienne        | Nouvelle-Aquitaine         | inscrit    | « PA00100390 », notice no PA00100390 | 45° 52′ 30″ nord, 1° 33′ 59″ est   |       |
| Château de Mortemart                                              | Mortemart                     | Haute-Vienne        | Nouvelle-Aquitaine         | inscrit    | « PA00100395 », notice no PA00100395 | 46° 02′ 27″ nord, 0° 57′ 22″ est   |       |
| Église Sainte-Croix-Saint-Côme-et-Saint-Damien de Pierre-Buffière | Pierre-Buffière               | Haute-Vienne        | Nouvelle-Aquitaine         | inscrit    | « PA00100415 », notice no PA00100415 | 45° 41′ 43″ nord, 1° 21′ 32″ est   |       |
| Croix de Sainte-Anne                                              | Roussac                       | Haute-Vienne        | Nouvelle-Aquitaine         | inscrit    | « PA00100431 », notice no PA00100431 | 46° 04′ 26″ nord, 1° 12′ 17″ est   |       |
| Église Saint-Yrieix de Saint-Yrieix-sous-Aixe                     | Saint-Yrieix-sous-Aixe        | Haute-Vienne        | Nouvelle-Aquitaine         | inscrit    | « PA00100497 », notice no PA00100497 | 45° 51′ 30″ nord, 1° 04′ 41″ est   |       |
| Gare des Carbonnets                                               | Asnières-sur-Seine            | Hauts-de-Seine      | Île-de-France              | inscrit    | « PA00088063 », notice no PA00088063 | 48° 54′ 44″ nord, 2° 16′ 24″ est   |       |
| Chemin de croix de Notre-Dame-de-Grâce                            | Gignac                        | Hérault             | Occitanie                  | inscrit    | « PA00103459 », notice no PA00103459 | 43° 38′ 53″ nord, 3° 33′ 18″ est   |       |
| Immeuble                                                          | Montpellier                   | Hérault             | Occitanie                  | inscrit    | « PA00103601 », notice no PA00103601 | 43° 36′ 33″ nord, 3° 52′ 33″ est   |       |
| Hôtel Lefèvre                                                     | Montpellier                   | Hérault             | Occitanie                  | inscrit    | « PA00103598 », notice no PA00103598 | 43° 36′ 14″ nord, 3° 52′ 51″ est   |       |
| Manoir du Houx et sa chapelle                                     | Le Minihic-sur-Rance          | Ille-et-Vilaine     | Bretagne                   | inscrit    | « PA00090633 », notice no PA00090633 | 48° 34′ 29″ nord, 2° 00′ 58″ ouest |       |
| Mine de plomb                                                     | Pont-Péan                     | Ille-et-Vilaine     | Bretagne                   | inscrit    | « PA00090662 », notice no PA00090662 | 48° 00′ 46″ nord, 1° 42′ 40″ ouest |       |
| Oppidum des Châteliers                                            | Amboise                       | Indre-et-Loire      | Centre-Val de Loire        | inscrit    | « PA00097520 », notice no PA00097520 | 47° 24′ 52″ nord, 0° 59′ 36″ est   |       |
| Église Saint-Martin de Lerné                                      | Lerné                         | Indre-et-Loire      | Centre-Val de Loire        | classé     | « PA00097805 », notice no PA00097805 | 47° 08′ 07″ nord, 0° 07′ 22″ est   |       |
| La Mignonnerie                                                    | Luynes                        | Indre-et-Loire      | Centre-Val de Loire        | inscrit    | « PA00097850 », notice no PA00097850 | 47° 24′ 22″ nord, 0° 34′ 05″ est   |       |
| Église Saint-Martin de La Roche-Clermault                         | La Roche-Clermault            | Indre-et-Loire      | Centre-Val de Loire        | classé     | « PA00098040 », notice no PA00098040 | 47° 08′ 18″ nord, 0° 11′ 43″ est   |       |
| Villa gallo-romaine de Passins                                    | Passins                       | Isère               | Auvergne-Rhône-Alpes       | inscrit    | « PA00117235 », notice no PA00117235 | 45° 41′ 18″ nord, 5° 25′ 56″ est   |       |
| Hôtel de Genève                                                   | Dole                          | Jura                | Bourgogne-Franche-Comté    | inscrit    | « PA00101852 », notice no PA00101852 | 47° 05′ 34″ nord, 5° 29′ 43″ est   |       |
| Château de Moissey                                                | Moissey                       | Jura                | Bourgogne-Franche-Comté    | inscrit    | « PA00101954 », notice no PA00101954 | 47° 11′ 46″ nord, 5° 31′ 31″ est   |       |
| Tour de la Sergenterie                                            | Poligny                       | Jura                | Bourgogne-Franche-Comté    | classé     | « PA00102001 », notice no PA00102001 | 46° 50′ 19″ nord, 5° 42′ 40″ est   |       |
| Château de Verges                                                 | Verges                        | Jura                | Bourgogne-Franche-Comté    | inscrit    | « PA00102049 », notice no PA00102049 | 46° 39′ 10″ nord, 5° 41′ 00″ est   |       |
| Château de Chantecaille                                           | Mer                           | Loir-et-Cher        | Centre-Val de Loire        | inscrit    | « PA00098484 », notice no PA00098484 | 47° 41′ 55″ nord, 1° 31′ 22″ est   |       |
| Château de Moléon                                                 | Nouan-le-Fuzelier             | Loir-et-Cher        | Centre-Val de Loire        | inscrit    | « PA00098530 », notice no PA00098530 | 47° 32′ 23″ nord, 2° 02′ 36″ est   |       |
| Château de Selles-sur-Cher                                        | Selles-sur-Cher               | Loir-et-Cher        | Centre-Val de Loire        | classé     | « PA00098597 », notice no PA00098597 | 47° 16′ 30″ nord, 1° 32′ 57″ est   |       |
| Château de Souesmes                                               | Souesmes                      | Loir-et-Cher        | Centre-Val de Loire        | inscrit    | « PA00098608 », notice no PA00098608 | 47° 27′ 55″ nord, 2° 10′ 49″ est   |       |
| Hôtel-Dieu de Charlieu                                            | Charlieu                      | Loire               | Auvergne-Rhône-Alpes       | inscrit    | « PA00117452 », notice no PA00117452 | 46° 09′ 36″ nord, 4° 10′ 16″ est   |       |
| Château de Roche-la-Molière                                       | Roche-la-Molière              | Loire               | Auvergne-Rhône-Alpes       | inscrit    | « PA00117568 », notice no PA00117568 | 45° 26′ 07″ nord, 4° 19′ 19″ est   |       |
| Château de la Desnerie                                            | La Chapelle-sur-Erdre         | Loire-Atlantique    | Pays de la Loire           | inscrit    | « PA00108579 », notice no PA00108579 | 47° 16′ 22″ nord, 1° 32′ 07″ ouest |       |
| Château de Lucinière                                              | Joué-sur-Erdre                | Loire-Atlantique    | Pays de la Loire           | inscrit    | « PA00108631 », notice no PA00108631 | 47° 29′ 00″ nord, 1° 27′ 57″ ouest |       |
| Château de Caratel                                                | Louisfert                     | Loire-Atlantique    | Pays de la Loire           | inscrit    | « PA00108635 », notice no PA00108635 | 47° 40′ 11″ nord, 1° 27′ 42″ ouest |       |
| Forges de Moisdon-la-Rivière                                      | Moisdon-la-Rivière            | Loire-Atlantique    | Pays de la Loire           | inscrit    | « PA00108644 », notice no PA00108644 | 47° 36′ 17″ nord, 1° 20′ 53″ ouest |       |
| Maison de maître de forges                                        | Moisdon-la-Rivière            | Loire-Atlantique    | Pays de la Loire           | inscrit    | « PA00108645 », notice no PA00108645 | 47° 36′ 11″ nord, 1° 20′ 55″ ouest |       |
| Maison de maître de forges                                        | Moisdon-la-Rivière            | Loire-Atlantique    | Pays de la Loire           | inscrit    | « PA00108646 », notice no PA00108646 | 47° 36′ 12″ nord, 1° 20′ 53″ ouest |       |
| Immeuble                                                          | Nantes                        | Loire-Atlantique    | Pays de la Loire           | inscrit    | « PA00108718 », notice no PA00108718 | 47° 12′ 46″ nord, 1° 33′ 20″ ouest |       |
| Basilique Saint-Nicolas                                           | Nantes                        | Loire-Atlantique    | Pays de la Loire           | inscrit    | « PA00108661 », notice no PA00108661 | 47° 12′ 55″ nord, 1° 33′ 28″ ouest |       |
| Prison d'Artenay                                                  | Artenay                       | Loiret              | Centre-Val de Loire        | inscrit    | « PA00098676 », notice no PA00098676 | 48° 05′ 00″ nord, 1° 52′ 45″ est   |       |
| Structures antiques d'Aiguillon                                   | Aiguillon                     | Lot-et-Garonne      | Nouvelle-Aquitaine         | classé     | « PA00084061 », notice no PA00084061 | 44° 18′ 11″ nord, 0° 20′ 18″ est   |       |
| Immeuble                                                          | Mende                         | Lozère              | Occitanie                  | inscrit    | « PA00103865 », notice no PA00103865 | 44° 31′ 05″ nord, 3° 30′ 01″ est   |       |
| Église Saint-Alban de Saint-Alban-sur-Limagnole                   | Saint-Alban-sur-Limagnole     | Lozère              | Occitanie                  | inscrit    | « PA00103911 », notice no PA00103911 | 44° 46′ 52″ nord, 3° 23′ 15″ est   |       |
| Église Notre-Dame-du-Gourg de Sainte-Enimie                       | Sainte-Enimie                 | Lozère              | Occitanie                  | inscrit    | « PA00103921 », notice no PA00103921 | 44° 21′ 57″ nord, 3° 24′ 40″ est   |       |
| Manoir de Serrain                                                 | Durtal                        | Maine-et-Loire      | Pays de la Loire           | inscrit    | « PA00109093 », notice no PA00109093 | 47° 40′ 02″ nord, 0° 15′ 19″ ouest |       |
| Église Notre-Dame                                                 | Magneville                    | Manche              | Normandie                  | inscrit    | « PA00110443 », notice no PA00110443 | 49° 26′ 45″ nord, 1° 32′ 49″ ouest |       |
| Église Saint-Georges de L'Orbehaye                                | Montaigu-les-Bois             | Manche              | Normandie                  | inscrit    | « PA00110457 », notice no PA00110457 | 48° 53′ 43″ nord, 1° 15′ 41″ ouest |       |
| Église Saint-Martin                                               | Montaigu-les-Bois             | Manche              | Normandie                  | inscrit    | « PA00110456 », notice no PA00110456 | 48° 53′ 34″ nord, 1° 16′ 42″ ouest |       |
| Château du Pont-Rilly                                             | Négreville                    | Manche              | Normandie                  | inscrit    | « PA00110523 », notice no PA00110523 | 49° 30′ 48″ nord, 1° 32′ 29″ ouest |       |
| Maison familiale de Jules Barbey d'Aurevilly                      | Saint-Sauveur-le-Vicomte      | Manche              | Normandie                  | inscrit    | « PA00110604 », notice no PA00110604 | 49° 23′ 04″ nord, 1° 32′ 00″ ouest |       |
| Musée de la Reddition                                             | Reims                         | Marne               | Grand Est                  | classé     | « PA00078828 », notice no PA00078828 | 49° 15′ 47″ nord, 4° 01′ 37″ est   |       |
| Halles-mairie d'Évron                                             | Évron                         | Mayenne             | Pays de la Loire           | inscrit    | « PA00109507 », notice no PA00109507 | 48° 09′ 14″ nord, 0° 24′ 05″ ouest |       |
| Château du Coudray                                                | Saint-Denis-du-Maine          | Mayenne             | Pays de la Loire           | inscrit    | « PA00109592 », notice no PA00109592 | 47° 58′ 59″ nord, 0° 30′ 11″ ouest |       |
| Logis du Poirier                                                  | Saint-Hilaire-du-Maine        | Mayenne             | Pays de la Loire           | inscrit    | « PA00109600 », notice no PA00109600 | 48° 13′ 18″ nord, 0° 56′ 06″ ouest |       |
| Manoir de Longue Fougère                                          | Torcé-Viviers-en-Charnie      | Mayenne             | Pays de la Loire           | inscrit    | « PA00109623 », notice no PA00109623 | 48° 07′ 54″ nord, 0° 15′ 39″ ouest |       |
| Manoir d'Aubigné                                                  | Vaiges                        | Mayenne             | Pays de la Loire           | inscrit    | « PA00109624 », notice no PA00109624 | 48° 03′ 17″ nord, 0° 27′ 38″ ouest |       |
| Prieuré de Froville                                               | Froville                      | Meurthe-et-Moselle  | Grand Est                  | classé     | « PA00106038 », notice no PA00106038 | 48° 28′ 14″ nord, 6° 21′ 17″ est   |       |
| Église Saint-Mériadec-de-Stival                                   | Pontivy                       | Morbihan            | Bretagne                   | classé     | « PA00091573 », notice no PA00091573 | 48° 05′ 06″ nord, 2° 59′ 36″ ouest |       |
| Église Saint-Joseph                                               | Pontivy                       | Morbihan            | Bretagne                   | inscrit    | « PA00091572 », notice no PA00091572 | 48° 03′ 47″ nord, 2° 58′ 04″ ouest |       |
| Église Saint-Thuriau                                              | Saint-Thuriau                 | Morbihan            | Bretagne                   | classé     | « PA00091722 », notice no PA00091722 | 48° 00′ 59″ nord, 2° 57′ 00″ ouest |       |
| Chapelle des comtes de Créhange                                   | Saint-Avold                   | Moselle             | Grand Est                  | classé     | « PA00106981 », notice no PA00106981 | 49° 06′ 12″ nord, 6° 42′ 23″ est   |       |
| Église Saint-Pierre-et-Saint-Paul d'Alluy                         | Alluy                         | Nièvre              | Bourgogne-Franche-Comté    | inscrit    | « PA00112789 », notice no PA00112789 | 47° 02′ 04″ nord, 3° 38′ 26″ est   |       |
| Château de la Motte                                               | Arthel                        | Nièvre              | Bourgogne-Franche-Comté    | inscrit    | « PA00112796 », notice no PA00112796 | 47° 14′ 37″ nord, 3° 24′ 10″ est   |       |
| Château de Lantilly                                               | Cervon                        | Nièvre              | Bourgogne-Franche-Comté    | inscrit    | « PA00112816 », notice no PA00112816 | 47° 14′ 11″ nord, 3° 43′ 12″ est   |       |
| École royale d'artillerie                                         | Clamecy                       | Nièvre              | Bourgogne-Franche-Comté    | inscrit    | « PA00112850 », notice no PA00112850 | 47° 27′ 40″ nord, 3° 31′ 09″ est   |       |
| Villa Myosotis                                                    | Dunkerque                     | Nord                | Hauts-de-France            | inscrit    | « PA00107496 », notice no PA00107496 | 51° 02′ 11″ nord, 2° 23′ 38″ est   |       |
| Hôtel particulier                                                 | Lille                         | Nord                | Hauts-de-France            | inscrit    | « PA00107610 », notice no PA00107610 | 50° 38′ 18″ nord, 3° 04′ 00″ est   |       |
| Maisons                                                           | Lille                         | Nord                | Hauts-de-France            | inscrit    | « PA00107677 », notice no PA00107677 | 50° 38′ 27″ nord, 3° 04′ 03″ est   |       |
| Caserne Souham                                                    | Lille                         | Nord                | Hauts-de-France            | inscrit    | « PA00107570 », notice no PA00107570 | 50° 38′ 17″ nord, 3° 04′ 17″ est   |       |
| Hôtel Ramery                                                      | Lille                         | Nord                | Hauts-de-France            | inscrit    | « PA00107607 », notice no PA00107607 | 50° 38′ 17″ nord, 3° 04′ 01″ est   |       |
| Hôtel particulier                                                 | Lille                         | Nord                | Hauts-de-France            | inscrit    | « PA00107612 », notice no PA00107612 | 50° 38′ 28″ nord, 3° 04′ 04″ est   |       |
| Église Saint-Jean de L'Aigle                                      | L'Aigle                       | Orne                | Normandie                  | inscrit    | « PA00110683 », notice no PA00110683 | 48° 45′ 51″ nord, 0° 37′ 56″ est   |       |
| Église Notre-Dame des Montiers                                    | Tinchebray                    | Orne                | Normandie                  | classé     | « PA00110957 », notice no PA00110957 | 48° 45′ 32″ nord, 0° 44′ 00″ ouest |       |
| Couvent des Bénédictines                                          | Vimoutiers                    | Orne                | Normandie                  | inscrit    | « PA00110969 », notice no PA00110969 | 48° 55′ 46″ nord, 0° 12′ 04″ est   |       |
| Mire du Sud                                                       | 14e arrondissement de Paris   | Paris               | Île-de-France              | inscrit    | « PA00086633 », notice no PA00086633 | 48° 49′ 14″ nord, 2° 20′ 17″ est   |       |
| Maison du Brésil                                                  | 14e arrondissement de Paris   | Paris               | Île-de-France              | inscrit    | « PA75140005 », notice no PA75140005 | 48° 49′ 09″ nord, 2° 20′ 30″ est   |       |
| Passage du Grand-Cerf                                             | 2e arrondissement de Paris    | Paris               | Île-de-France              | inscrit    | « PA00086089 », notice no PA00086089 | 48° 51′ 53″ nord, 2° 20′ 58″ est   |       |
| Immeuble Les Arums                                                | 7e arrondissement de Paris    | Paris               | Île-de-France              | inscrit    | « PA00088768 », notice no PA00088768 | 48° 51′ 21″ nord, 2° 18′ 13″ est   |       |
| Hôtel de Salm                                                     | 7e arrondissement de Paris    | Paris               | Île-de-France              | classé     | « PA00088793 », notice no PA00088793 | 48° 51′ 38″ nord, 2° 19′ 28″ est   |       |
| Église Saint-Pierre-et-Saint-Paul de Brimeux                      | Brimeux                       | Pas-de-Calais       | Hauts-de-France            | classé     | « PA00108238 », notice no PA00108238 | 50° 26′ 44″ nord, 1° 50′ 02″ est   |       |
| Maison de campagne de Monseigneur de la Tour-d'Auvergne           | Étrun                         | Pas-de-Calais       | Hauts-de-France            | inscrit    | « PA00108275 », notice no PA00108275 | 50° 18′ 51″ nord, 2° 42′ 14″ est   |       |
| Château de Fouquières-lès-Béthune                                 | Fouquières-lès-Béthune        | Pas-de-Calais       | Hauts-de-France            | inscrit    | « PA00108282 », notice no PA00108282 | 50° 30′ 51″ nord, 2° 36′ 47″ est   |       |
| Colonne d'Helfaut                                                 | Helfaut                       | Pas-de-Calais       | Hauts-de-France            | inscrit    | « PA00108303 », notice no PA00108303 | 50° 42′ 17″ nord, 2° 14′ 56″ est   |       |
| Villa Le Typhonium                                                | Wissant                       | Pas-de-Calais       | Hauts-de-France            | inscrit    | « PA00108453 », notice no PA00108453 | 50° 52′ 55″ nord, 1° 39′ 41″ est   |       |
| Église Saint-Médard d'Apchat                                      | Apchat                        | Puy-de-Dôme         | Auvergne-Rhône-Alpes       | inscrit    | « PA00091862 », notice no PA00091862 | 45° 23′ 21″ nord, 3° 08′ 44″ est   |       |
| Église Notre-Dame d'Espinasse                                     | Aubusson-d'Auvergne           | Puy-de-Dôme         | Auvergne-Rhône-Alpes       | inscrit    | « PA00091874 », notice no PA00091874 | 45° 45′ 23″ nord, 3° 35′ 52″ est   |       |
| Maison à pans de bois                                             | Beauregard-l'Évêque           | Puy-de-Dôme         | Auvergne-Rhône-Alpes       | inscrit    | « PA00091889 », notice no PA00091889 | 45° 48′ 35″ nord, 3° 17′ 58″ est   |       |
| Hôtel Reboul                                                      | Clermont-Ferrand              | Puy-de-Dôme         | Auvergne-Rhône-Alpes       | inscrit    | « PA00092004 », notice no PA00092004 | 45° 46′ 49″ nord, 3° 05′ 15″ est   |       |
| Château de Montmorin                                              | Montmorin                     | Puy-de-Dôme         | Auvergne-Rhône-Alpes       | classé     | « PA00092204 », notice no PA00092204 | 45° 41′ 43″ nord, 3° 21′ 38″ est   |       |
| Église de l'Exaltation-de-la-Sainte-Croix de la Vialle            | Montmorin                     | Puy-de-Dôme         | Auvergne-Rhône-Alpes       | inscrit    | « PA00092205 », notice no PA00092205 | 45° 41′ 43″ nord, 3° 21′ 35″ est   |       |
| Hôtel Arnoux de Maison-Rouge                                      | Riom                          | Puy-de-Dôme         | Auvergne-Rhône-Alpes       | classé     | « PA00092276 », notice no PA00092276 | 45° 53′ 39″ nord, 3° 06′ 49″ est   |       |
| Église Sainte-Marguerite de Ternant-les-Eaux                      | Ternant-les-Eaux              | Puy-de-Dôme         | Auvergne-Rhône-Alpes       | inscrit    | « PA00092425 », notice no PA00092425 | 45° 28′ 45″ nord, 3° 07′ 50″ est   |       |
| Église Saint-Jean-Baptiste de Conat                               | Conat                         | Pyrénées-Orientales | Occitanie                  | inscrit    | « PA00104005 », notice no PA00104005 | 42° 36′ 49″ nord, 2° 21′ 28″ est   |       |
| Église Saint-Étienne de Saleilles                                 | Saleilles                     | Pyrénées-Orientales | Occitanie                  | inscrit    | « PA00104128 », notice no PA00104128 | 42° 39′ 13″ nord, 2° 57′ 16″ est   |       |
| Aqueduc de la Brévenne                                            | Tassin-la-Demi-Lune           | Rhône               | Auvergne-Rhône-Alpes       | inscrit    | « PA00118074 », notice no PA00118074 | 45° 45′ 39″ nord, 4° 47′ 09″ est   |       |
| Maison                                                            | Villefranche-sur-Saône        | Rhône               | Auvergne-Rhône-Alpes       | inscrit    | « PA00118099 », notice no PA00118099 | 45° 59′ 19″ nord, 4° 43′ 06″ est   |       |
| Château de Cypierre                                               | Volesvres                     | Saône-et-Loire      | Bourgogne-Franche-Comté    | inscrit    | « PA00113534 », notice no PA00113534 | 46° 27′ 36″ nord, 4° 11′ 34″ est   |       |
| Monastère de la Visitation                                        | La Flèche                     | Sarthe              | Pays de la Loire           | inscrit    | « PA00109761 », notice no PA00109761 | 47° 42′ 07″ nord, 0° 04′ 01″ ouest |       |
| Abbaye Saint-Vincent                                              | Le Mans                       | Sarthe              | Pays de la Loire           | inscrit    | « PA00109799 », notice no PA00109799 | 48° 00′ 45″ nord, 0° 12′ 13″ est   |       |
| Château de la Marcellière                                         | Marçon                        | Sarthe              | Pays de la Loire           | inscrit    | « PA00109876 », notice no PA00109876 | 47° 41′ 50″ nord, 0° 33′ 35″ est   |       |
| Pont Morens                                                       | La Chavanne                   | Savoie              | Auvergne-Rhône-Alpes       | inscrit    | « PA00118250 », notice no PA00118250 | 45° 29′ 54″ nord, 6° 03′ 38″ est   |       |
| Pont Morens                                                       | Montmélian                    | Savoie              | Auvergne-Rhône-Alpes       | inscrit    | « PA00118279 », notice no PA00118279 | 45° 29′ 54″ nord, 6° 03′ 38″ est   |       |
| Église Saint-Amand de Burcy                                       | Burcy                         | Seine-et-Marne      | Île-de-France              | inscrit    | « PA00086840 », notice no PA00086840 | 48° 14′ 21″ nord, 2° 31′ 19″ est   |       |
| Moulin de Choiseau                                                | Cély                          | Seine-et-Marne      | Île-de-France              | classé     | « PA00086847 », notice no PA00086847 | 48° 27′ 13″ nord, 2° 32′ 33″ est   |       |
| Ferme de Lamirault                                                | Collégien & Croissy-Beaubourg | Seine-et-Marne      | Île-de-France              | inscrit    | « PA00086897 », notice no PA00086897 | 48° 49′ 07″ nord, 2° 40′ 40″ est   |       |
| Ferme de Lamirault                                                | Collégien                     | Seine-et-Marne      | Île-de-France              | inscrit    | « PA00086917 », notice no PA00086917 | 48° 49′ 07″ nord, 2° 40′ 40″ est   |       |
| Château d'Eu                                                      | Eu                            | Seine-Maritime      | Normandie                  | classé     | « PA00100651 », notice no PA00100651 | 50° 02′ 58″ nord, 1° 25′ 02″ est   |       |
| Manoir de Rebomare                                                | Gommerville                   | Seine-Maritime      | Normandie                  | inscrit    | « PA00100673 », notice no PA00100673 | 49° 32′ 38″ nord, 0° 21′ 11″ est   |       |
| Lycée Corneille                                                   | Rouen                         | Seine-Maritime      | Normandie                  | classé     | « PA00100922 », notice no PA00100922 | 49° 26′ 43″ nord, 1° 06′ 02″ est   |       |
| Maison des Arbalétriers                                           | Saint-Denis                   | Seine-Saint-Denis   | Île-de-France              | inscrit    | « PA00079959 », notice no PA00079959 | 48° 56′ 17″ nord, 2° 21′ 27″ est   |       |
| Église Saint-Pierre de Gaillac                                    | Gaillac                       | Tarn                | Occitanie                  | classé     | « PA00095558 », notice no PA00095558 | 43° 53′ 58″ nord, 1° 53′ 51″ est   |       |
| Église Saint-Rémi d'Asnières-sur-Oise                             | Asnières-sur-Oise             | Val-d'Oise          | Île-de-France              | inscrit    | « PA00079988 », notice no PA00079988 | 49° 07′ 55″ nord, 2° 21′ 20″ est   |       |
| Grange dîmière d'Écouen                                           | Écouen                        | Val-d'Oise          | Île-de-France              | inscrit    | « PA00080047 », notice no PA00080047 | 49° 01′ 07″ nord, 2° 22′ 41″ est   |       |
| Calvaire Saint-Nicolas                                            | Guiry-en-Vexin                | Val-d'Oise          | Île-de-France              | inscrit    | « PA00080081 », notice no PA00080081 | 49° 06′ 36″ nord, 1° 51′ 06″ est   |       |
| Église Saint-Denis de Montreuil-sur-Epte                          | Montreuil-sur-Epte            | Val-d'Oise          | Île-de-France              | inscrit    | « PA00080133 », notice no PA00080133 | 49° 10′ 40″ nord, 1° 40′ 41″ est   |       |
| Hospice de Bicêtre                                                | Le Kremlin-Bicêtre            | Val-de-Marne        | Île-de-France              | inscrit    | « PA00079883 », notice no PA00079883 | 48° 48′ 40″ nord, 2° 21′ 27″ est   |       |
| Livrée de Viviers                                                 | Avignon                       | Vaucluse            | Provence-Alpes-Côte d'Azur | classé     | « PA00081916 », notice no PA00081916 | 43° 56′ 50″ nord, 4° 48′ 31″ est   |       |
| Ponts du Port-la-Claye                                            | La Bretonnière-la-Claye       | Vendée              | Pays de la Loire           | inscrit    | « PA00110079 », notice no PA00110079 | 46° 28′ 03″ nord, 1° 17′ 18″ ouest |       |
| Ponts du Port-la-Claye                                            | Curzon                        | Vendée              | Pays de la Loire           | inscrit    | « PA00110086 », notice no PA00110086 | 46° 28′ 03″ nord, 1° 17′ 18″ ouest |       |
| Ponts du Port-la-Claye                                            | Lairoux                       | Vendée              | Pays de la Loire           | inscrit    | « PA00110151 », notice no PA00110151 | 46° 28′ 03″ nord, 1° 17′ 18″ ouest |       |
| Ancien palais de justice de La Roche-sur-Yon                      | La Roche-sur-Yon              | Vendée              | Pays de la Loire           | inscrit    | « PA00110214 », notice no PA00110214 | 46° 40′ 14″ nord, 1° 25′ 41″ ouest |       |
| Théâtre de La Roche-sur-Yon                                       | La Roche-sur-Yon              | Vendée              | Pays de la Loire           | inscrit    | « PA00110217 », notice no PA00110217 | 46° 40′ 15″ nord, 1° 25′ 46″ ouest |       |
| Ponts du Port-la-Claye                                            | Saint-Cyr-en-Talmondais       | Vendée              | Pays de la Loire           | inscrit    | « PA00110229 », notice no PA00110229 | 46° 28′ 03″ nord, 1° 17′ 18″ ouest |       |
| Marché couvert de Sainte-Hermine                                  | Sainte-Hermine                | Vendée              | Pays de la Loire           | inscrit    | « PA00110245 », notice no PA00110245 | 46° 33′ 21″ nord, 1° 03′ 13″ ouest |       |
| Logis du Petit-Magny                                              | Sainte-Hermine                | Vendée              | Pays de la Loire           | inscrit    | « PA00110243 », notice no PA00110243 | 46° 32′ 39″ nord, 1° 04′ 17″ ouest |       |
| Jardins du Bâtiment                                               | Thiré                         | Vendée              | Pays de la Loire           | inscrit    | « PA00110280 », notice no PA00110280 | 46° 33′ 10″ nord, 1° 00′ 44″ ouest |       |
| Église Saint-Léger de Champagné-le-Sec                            | Champagné-le-Sec              | Vienne              | Nouvelle-Aquitaine         | classé     | « PA00105376 », notice no PA00105376 | 46° 11′ 24″ nord, 0° 11′ 16″ est   |       |
| Château de la Chèze                                               | Latillé                       | Vienne              | Nouvelle-Aquitaine         | inscrit    | « PA00105483 », notice no PA00105483 | 46° 37′ 18″ nord, 0° 05′ 02″ est   |       |
| Église Saint-Nicolas de Moncontour                                | Moncontour                    | Vienne              | Nouvelle-Aquitaine         | inscrit    | « PA00105540 », notice no PA00105540 | 46° 52′ 54″ nord, 0° 01′ 04″ ouest |       |
| Église Saint-Martin de Montmorillon                               | Montmorillon                  | Vienne              | Nouvelle-Aquitaine         | inscrit    | « PA00105547 », notice no PA00105547 | 46° 24′ 35″ nord, 0° 54′ 15″ est   |       |
| Hôtel Couturer                                                    | Poitiers                      | Vienne              | Nouvelle-Aquitaine         | inscrit    | « PA00105607 », notice no PA00105607 | 46° 35′ 12″ nord, 0° 20′ 39″ est   |       |
| Château des Chézeaux                                              | Vendeuvre-du-Poitou           | Vienne              | Nouvelle-Aquitaine         | inscrit    | « PA00105759 », notice no PA00105759 | 46° 43′ 29″ nord, 0° 21′ 35″ est   |       |
| Église de la Nativité-de-Notre-Dame                               | Mirecourt                     | Vosges              | Grand Est                  | classé     | « PA00107203 », notice no PA00107203 | 48° 18′ 04″ nord, 6° 08′ 05″ est   |       |
| Château de Châtres                                                | Champcevrais                  | Yonne               | Bourgogne-Franche-Comté    | inscrit    | « PA00113635 », notice no PA00113635 | 47° 46′ 44″ nord, 2° 59′ 33″ est   |       |
| Château de Chevillon                                              | Chevillon                     | Yonne               | Bourgogne-Franche-Comté    | inscrit    | « PA00113647 », notice no PA00113647 | 47° 55′ 20″ nord, 3° 10′ 22″ est   |       |
| Four à poterie de La Bâtisse                                      | Moutiers-en-Puisaye           | Yonne               | Bourgogne-Franche-Comté    | inscrit    | « PA00113753 », notice no PA00113753 | 47° 36′ 57″ nord, 3° 10′ 45″ est   |       |
| Château de La Boissière                                           | La Boissière-École            | Yvelines            | Île-de-France              | inscrit    | « PA00087376 », notice no PA00087376 | 48° 40′ 52″ nord, 1° 39′ 17″ est   |       |
| Hôtel de Noailles                                                 | Saint-Germain-en-Laye         | Yvelines            | Île-de-France              | inscrit    | « PA00087618 », notice no PA00087618 | 48° 54′ 05″ nord, 2° 05′ 28″ est   |       |
| Manoir de Sainte-Mesme                                            | Sainte-Mesme                  | Yvelines            | Île-de-France              | inscrit    | « PA00087642 », notice no PA00087642 | 48° 31′ 51″ nord, 1° 57′ 43″ est   |       |